# Långhalsad gräslöpare
Långhalsad gräslöpare (Paradromius longiceps) är en skalbaggsart som först beskrevs av Pierre François Marie Auguste Dejean 1826.  Långhalsad gräslöpare ingår i släktet Paradromius, och familjen jordlöpare. Arten är reproducerande i Sverige.